# Moirans
Moirans település Franciaországban, Isère megyében. Lakosainak száma 7573 fő (2022. január 1.). Moirans Saint-Cassien, Saint-Quentin-sur-Isère, Voiron, Voreppe, Vourey, Charnècles, Réaumont és Saint-Jean-de-Moirans községekkel határos.

## Népesség
A település népességének változása:
| Lakosok száma | 4536 | 6313 | 7133 | 7860 | 7917 | 8022 | 7852 | 7499 | 7495 | 7573 |
|               | 1968 | 1982 | 1990 | 2006 | 2013 | 2015 | 2017 | 2019 | 2020 | 2022 |